# 五车增十七
五车增十七，即御夫座ο（ο Aur, ο Aurigae）是一颗位于御夫座的恒星，距离地球约482光年。
五车增十七是一颗黄色A-型主序星，视星等为+5.46。